# Obrazy z dějin národa českého

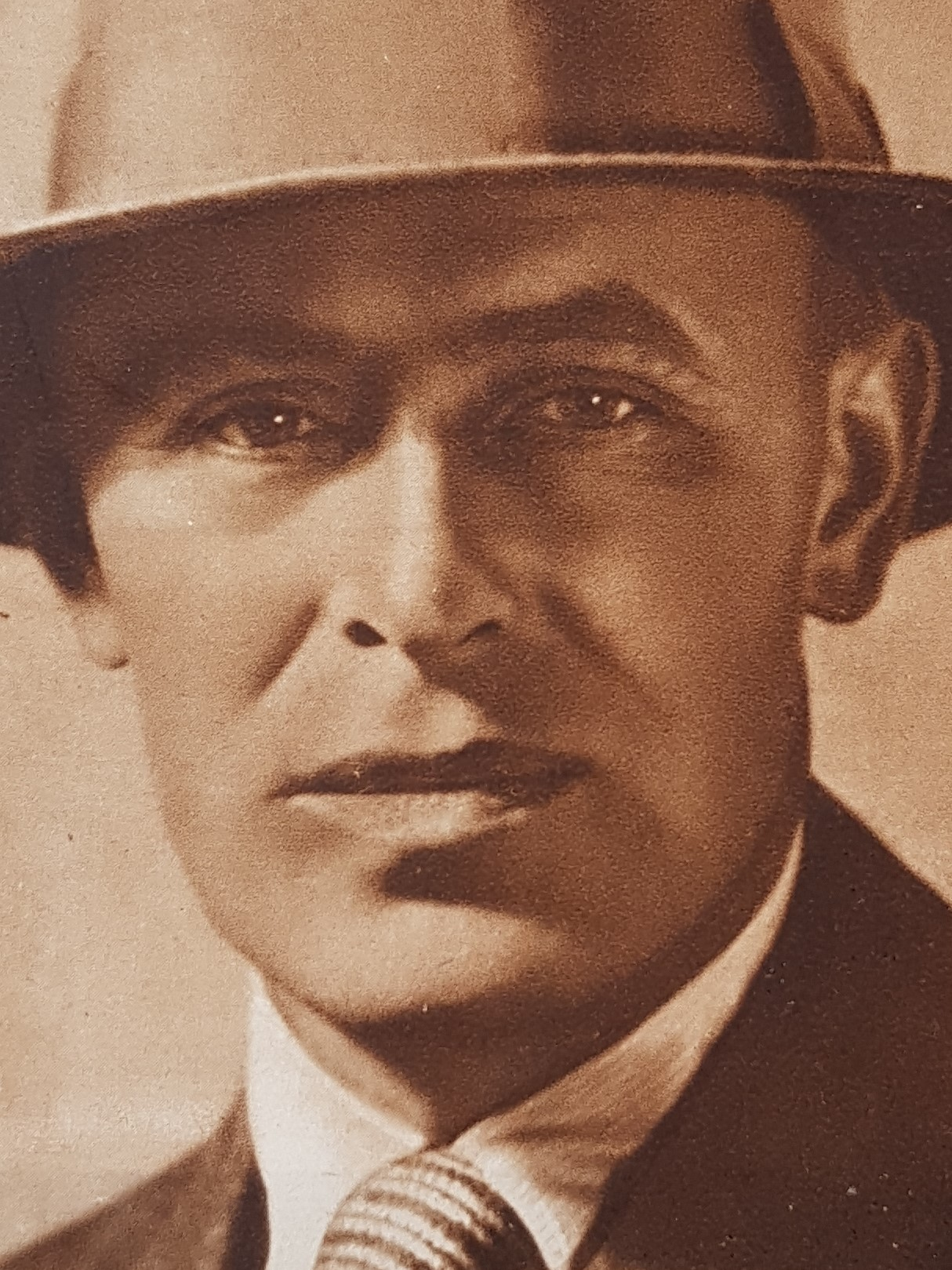
Vladislav Vančura

Obrazy z dějin národa českého je nedokončený projekt nakladatelství  Družstevní práce. Z původně zamýšlených 7 knih od různých autorů byly dokončeny pouze 2 svazky a torzo 3. dílu, které zpracoval Vladislav Vančura. V nich zobrazil dějiny od stěhování národů po poslední Přemyslovce. Dílo začalo vznikat na konci 30. let 20. století, tedy v době ohrožení národní existence, kdy mělo posilovat národní uvědomění.

## Obsah
Obrazy z dějin národa českého měly být historicky věrným zobrazením českých dějin. Z původně plánovaných 7 svazků vznikly pouze 2 a část 3. dílu. První díl zpracovává události od nejstarších dob po dobu knížete Soběslava I. Konkrétně je zde zobrazeno stěhování národů, Sámova říše, Velkomoravská říše, vznik českého státu spojený s prvními Přemyslovci, dále vláda dalších panovníků, například Boleslava III., Břetislava I. a Soběslava I. Zvláštní kapitola je věnována Kosmovi. Druhý díl se zaměřuje na zobrazení vlády Přemysla Otakara I., Václava I. a Přemysla Otakara II. Jsou rovněž popisovány události, které nastaly po smrti Přemysla Otakara II., spjaté se Závišem z Falkenštejna a Václavem II. Kromě toho jsou zařazeny další nejrůznější příběhy, například několik vypravování z doby zakládání měst či část věnující se vzniku Kutné Hory. Ze třetího dílu stihl Vančura dokončit pouze pár příběhů z doby vlády Přemysla Otakara II. Dochoval se ale Vančurův plán tohoto dílu, ze kterého vyplývá, že v něm chtěl zobrazit dobu posledních Přemyslovců a také se zaměřit na postavu Dalimila. Tento díl končí v půli věty, jelikož byl Vančura v průběhu práce zatčen gestapem  a poté 1. 6. 1942 popraven.

## Okolnosti vzniku
30. léta 20. století se nesla v duchu nastupujícího nacismu v Německu. Na začátku roku 1938 se stupňovalo ohrožení Československé republiky nacismem. Právě v této době se objevila myšlenka uměleckým způsobem zpracovat dějiny českého národa a tím posilovat čtenáře v národní hrdosti. Iniciátorem tohoto projektu byl Vladislav Vančura, jenž úzce spolupracoval s nakladatelstvím Družstevní práce. Na tomto několikasvazkovém díle se měla podílet řada spisovatelů, nicméně nakonec na něm pracoval pouze Vančura.

## Interpretace a styl
Při tvorbě Obrazů z dějin národa českého se Vančura opíral o autentické prameny, které studoval. Jednalo se zejména o nejrůznější kroniky a letopisy. Mezi nejdůležitější zdroje patřily Kosmovo a Dalimilovo dějepisné dílo a zejména pak Zbraslavská kronika Petra Žitavského. V Obrazech se nejedná o jakoukoli mytizaci historických událostí či historických postav. Naopak se Vančura snažil oprostit některé postavy od pozdějších glorifikací či démonizací, jak je tomu například u postavy Záviše z Falkenštejna.
Způsob vyprávění se v průběhu knihy postupně mění. V prvním dílu převládá kronikářské vyprávění, nicméně se objevují i výrazně beletrizované či dramatizované kapitoly. Druhý díl se skládá z povídek a drobných vyprávění, které spojují jak historické pozadí, tak i řada postav. Třetí díl pak měl být koncipován na základě románové osnovy.
Pro dílo je typická jemná stylizace a archaizace slohu, která navozovala ovzduší dávných kronik. Kromě toho se objevují nejrůznější citáty, například z Kosmovy kroniky, které také dokreslují autentickou atmosféru doby.
Objevuje se tu otázka po individuálním osudu člověka a jeho vztahu k lidskému společenství, která je typická pro celé Vančurovo dílo.
Obrazy z dějin národa českého ukazují nejen historické osobnosti, ale také prostý lid, jenž se rovněž podílí na tvorbě dějin. Dílo je syntézou dosavadní Vančurovy tvorby. Objevuje se zde epické vyprávění, monumentální pojetí lidských osudů, postav a skutků, ale také archaická stylizace jazyka, kontrastní spojování různých stylových prvků a rovin, osobitý patos, ironie a podobně.